# Monotypisk
Et monotypisk takson er inden for biologi betegnelsen for en taksonomisk gruppe (slægt, familie, orden etc), der kun har én undergruppe på det følgende, taksonomiske niveau. En monotypisk slægt indeholder således kun én art, en monotypisk familie kun én slægt etc. Omvendt kan man betegne den lavere gruppe som monotypisk inden for den højere, fx en slægt som monotypisk inden for en familie. 
Et eksempel er planteslægten Sherardia (blåstjerne), der kun indeholder én art, Sherardia arvensis.
Normalt medregnes også uddøde taksa, når man afgør om en gruppe er monotypisk. Således er tempeltræslægten (Ginkgo) ikke et eksempel på en monotypisk slægt, da der, udover det nulevende tempeltræ (Ginkgo biloba), er fossile arter som henregnes til slægten. 
Et taksons status som monotypisk kan ændres, dels ved opdagelsen af nye arter (nulevende eller uddøde), dels ved ændringer i den taksonomiske opfattelse - flytning, underopdeling etc. 